# Medalla d'Or de la Comunitat Autònoma de les Illes Balears
La Medalla d'Or de la Comunitat Autònoma de les Illes Balears és el màxim guardó que atorga la comunitat autònoma de les Illes Balears en atenció als mèrits de les persones i institucions que s’hagin distingit per la seva trajectòria personal o professional en defensa, promoció o foment de les institucions i dels interessos generals de la comunitat autònoma de les Illes Balears i la labor de les quals hagi tingut una projecció especial fora de l’àmbit de les Illes Balears.

## Descripció
La Medalla, de 750 mil·lèsimes d’or, té 37,5 mil·límetres de diàmetre, 2,3 mil·límetres de gruix i aproximadament 35 grams de pes.
Els cantons son llisos. Els fons estan gravats a mà en relleu i la inscripció a l’anvers i al revers de la medalla és la següent:
— Anvers: escut de la Comunitat Autònoma de les Illes Balears, tot envoltat amb la llegenda “COMUNITAT AUTÒNOMA DE LES ILLES BALEARS”.
— Revers: en posició inversa i en majúscules hi ha inscrit el nom i els llinatges de la persona guardonada. Sota aquesta inscripció, hi ha inscrit també l’any de la concessió del reconeixement.
La Insígnia medalla d’or és de 750 mil·lèsimes d’or, amb 18 mil·límetres de diàmetre i 1 mil·límetre de gruix.
A la part anterior de la insígnia hi ha inscrit en relleu l'escut de la Comunitat Autònoma de les Illes Balears i, a la part superior, la inscripció “MEDALLA” a la part inferior, “D’OR”. Tot el text està escrit en majúscules i disposat seguint el perfil circular de la medalla. A la part posterior de la insígnia hi ha l’agulla i el tancador.

## Llista de premiats
- 1983: Joan Carles I, Llorenç Villalonga i Pons (a títol pòstum), Francesc de Borja Moll i Casasnovas i Marià Villangómez Llobet.
- 1984: Sebastià Garcías Palou i Guillem Colom Casasnovas.
- 1985: Nicolau Cotoner i Cotoner, Marquès de Mondéjar.
- 1989: Vicent Juan Guasch.
- 1990: Juli Ramis i Palau.
- 1991: Mossèn Bernat Julià Rosselló i Josep Coll Bardolet.
- 1992: Pedro Montañés Villalonga.
- 1993: Bartomeu Marí Marí.
- 1994: Comunitats Balears a l'Exterior.
- 1995: Germandats de Sang de Mallorca, Menorca, Eivissa i Formentera.
- 1996: Josep Mascaró Pasarius.
- 1997: Santiago Rodríguez-Miranda Gómez, Félix Pons Irazazábal i Abel Matutes Juan.
- 1998: Miquel Batllori i Munné, Álvaro Santamaría Arández i als Ducs de Palma de Mallorca (Retirada a Iñaki Urdangarin amb efectes des de 2018).[2]
- 1999: Josep Melià Pericàs, Miquel Dolç i Dolç (a títol pòstum) i Antoni Martorell i Miralles.
- 2000: Miquel Barceló Artigues i Joan Marí Cardona.
- 2001: Institut d'Estudis Eivissencs, Societat Arqueològica Lul·liana i Ateneu Científic, Literari i Artístic de Maó.
- 2002: Teodor Úbeda Gramage, Cercle Artístic de Ciutadella, Obra Cultural Balear i Grup d'Ornitologia Balear.
- 2003: Editorial Moll i Comissió dels Onze.
- 2004: Llorenç Fluxà Figuerola (a títol pòstum).
- 2005: Foment de Turisme de Mallorca, Rafel Timoner Sintes (a títol pòstum) i Joan Pons Álvarez.
- 2006: Jeroni Albertí i Picornell, Francesc Tutzó Bennàssar, Gabriel Cañellas i Fons, Cristòfol Soler i Cladera, Francesc Antich Oliver, Pedro Marí Torres, Antoni Tur Ferrer, Gabriel Barceló Oliver, Sebastià Barceló Oliver i Gabriel Escarrer Julià.
- 2007: Bartomeu Català Barceló, Caixa de Balears "Sa Nostra" i Comissió de Savis.
- 2008: ARCA, Fundació Patronat Obrer de Sant Josep, Rafael Nadal i Robert Graves (a títol pòstum).
- 2009: Riu Hotels, Joan Llaneras Rosselló, Universitat de les Illes Balears Carlos Sáenz de Tejada García (a títol pòstum), Diego Salvá Lezaun (a títol pòstum) i Jørn Utzon (a títol pòstum).[3][4]
- 2010: Josep Amengual Batle, Fons Mallorquí, Menorquí i Eivissenc de Solidaritat i Cooperació, Liz Mohn, Maria Rosa Bueno Castellano (a títol pòstum)[5] i Pere Antoni Serra Bauzà[6]
- 2011: Carles Moyà Llompart, Guillem d'Efak (a títol pòstum) i Càritas.[7]
- 2012: Miquel Lladó Oliver (a títol pòstum).[8]
- 2013: Marilén Pol Colom, Jorge Lorenzo Guerrero i ONCE.[9]
- 2014: Miquel Fluxà Rosselló.[10]
- 2015: Román Piña Homs[11]
- 2016: Oriol Bonnín Gubianas[12]
- 2017: Joan Veny i Clar i Maria del Mar Bonet i Verdaguer[13]
- 2018: Lluís Quintana-Murci i Carme Riera i Guilera[13]
- 2019: Moviment solidari amb el Llevant de Mallorca i Josep Massot i Muntaner.[14]
- 2020: Rafel Tur Costa i Orquestra Simfònica de les Illes Balears[15]
- 2021: Professionals sanitaris en lluita contra la pandèmia COVID-19[16]
- 2022: Maria Antònia Oliver Cabrer i Elies Torres Tur[17]
- 2023: Agustí Villaronga Riutort (a títol pòstum), Antònia Vicens Picornell i Gabriel Janer Manila[18]
- 2024: Sofia de Grècia[19]
- 2025: Rudy Fernández Farrés i Maria Luisa Cava de Llano Carrió[20]